# Bicapa
Bicapa Târnăveni a fost o companie din industria chimică înființată în anul 1990 în urma divizării Combinatului Chimic Târnăveni în două societăți: Bicapa și Carbid Fox. Compania era specializată pe chimie anorganică, având ca profil de activitate producția compușilor cu crom (bicromat de sodiu, bicromat de potasiu, trioxid de crom), antidăunători pe bază de sulf, săruri de bariu, produse cu fluor, sulfat de aluminiu, oxid de zinc și plăci de gresie și faianță.
În anul 2000 activitatea a fost oprită total deoarece a scăzut drastic cererea de produse chimice, singura instalație care a mai rămas funcțională fiind stația de epurare. În 2009 compania a intrat in insolvență și s-a declanșat procedura de lichidare, procedură ce s-a încheiat în anul 2012 când platforma a fost cumpărată prin licitație contra sumei de 3.200.000 de euro de compania Wastes Ecotech București. La nivelul anului 2007 compania mai avea circa 200 de angajați. În prezent se desfășoară o activitate de dezafectare și demolare a clădirilor de pe fosta platformă industrială.

## Galerie foto

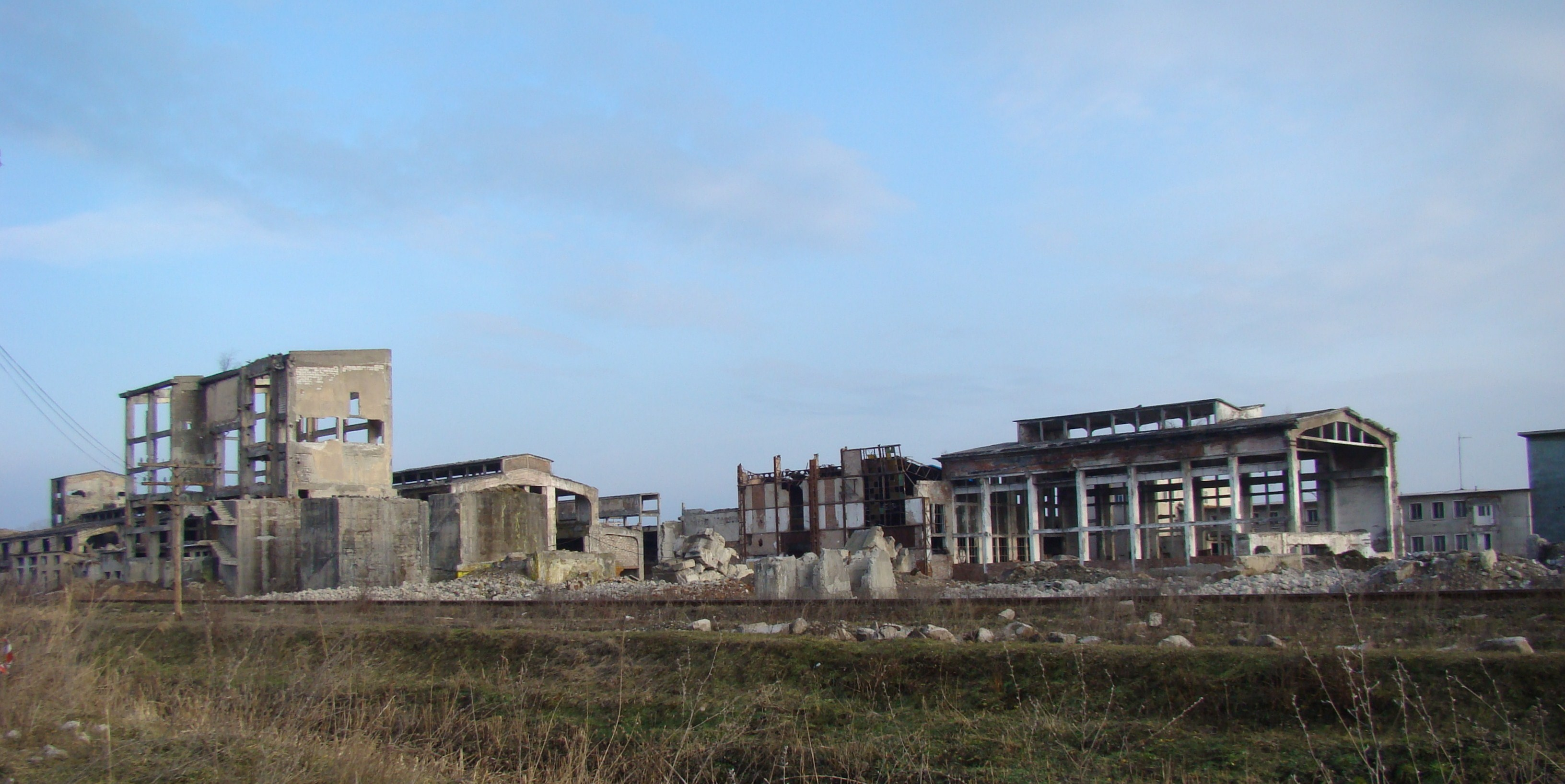
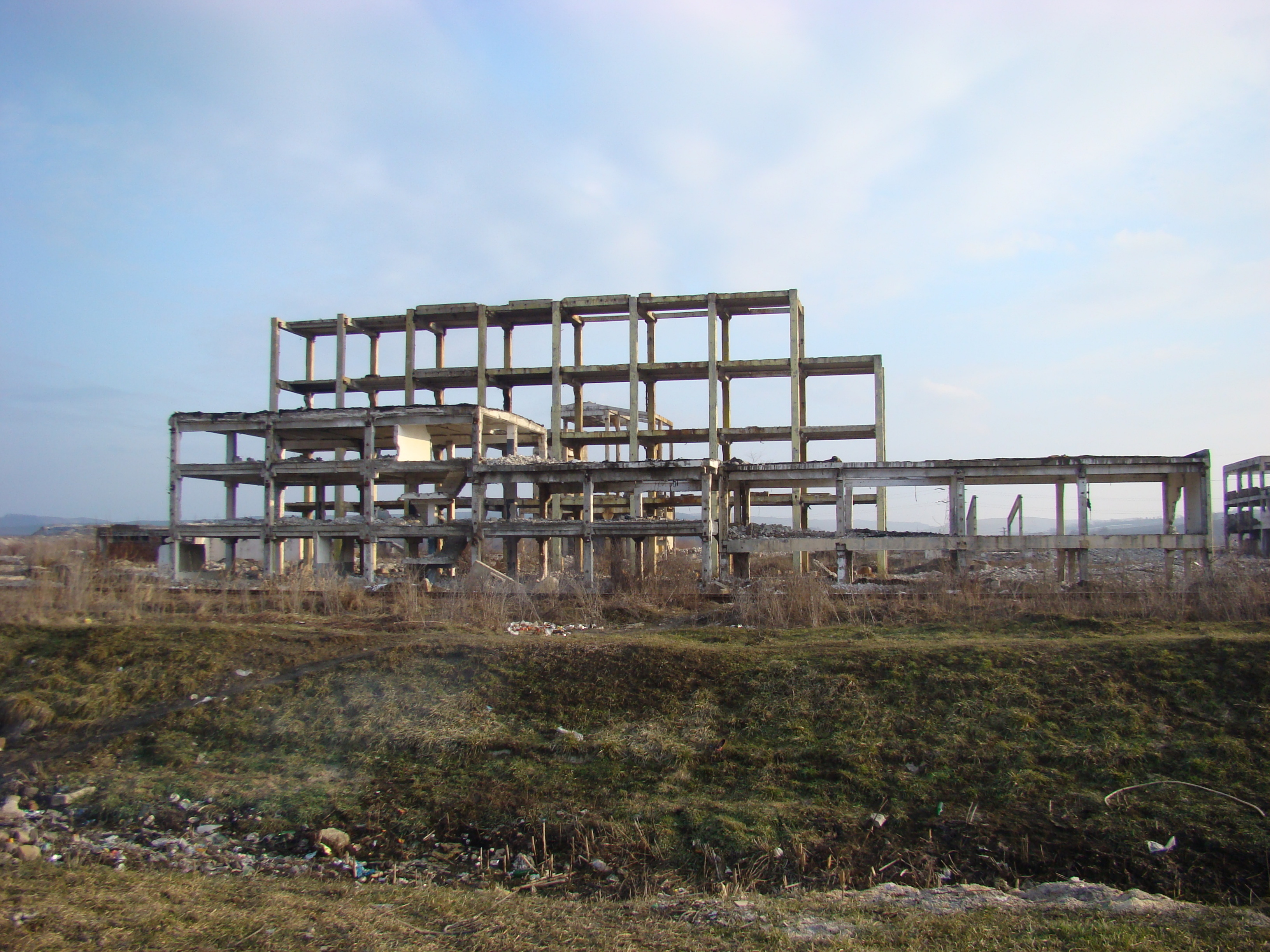
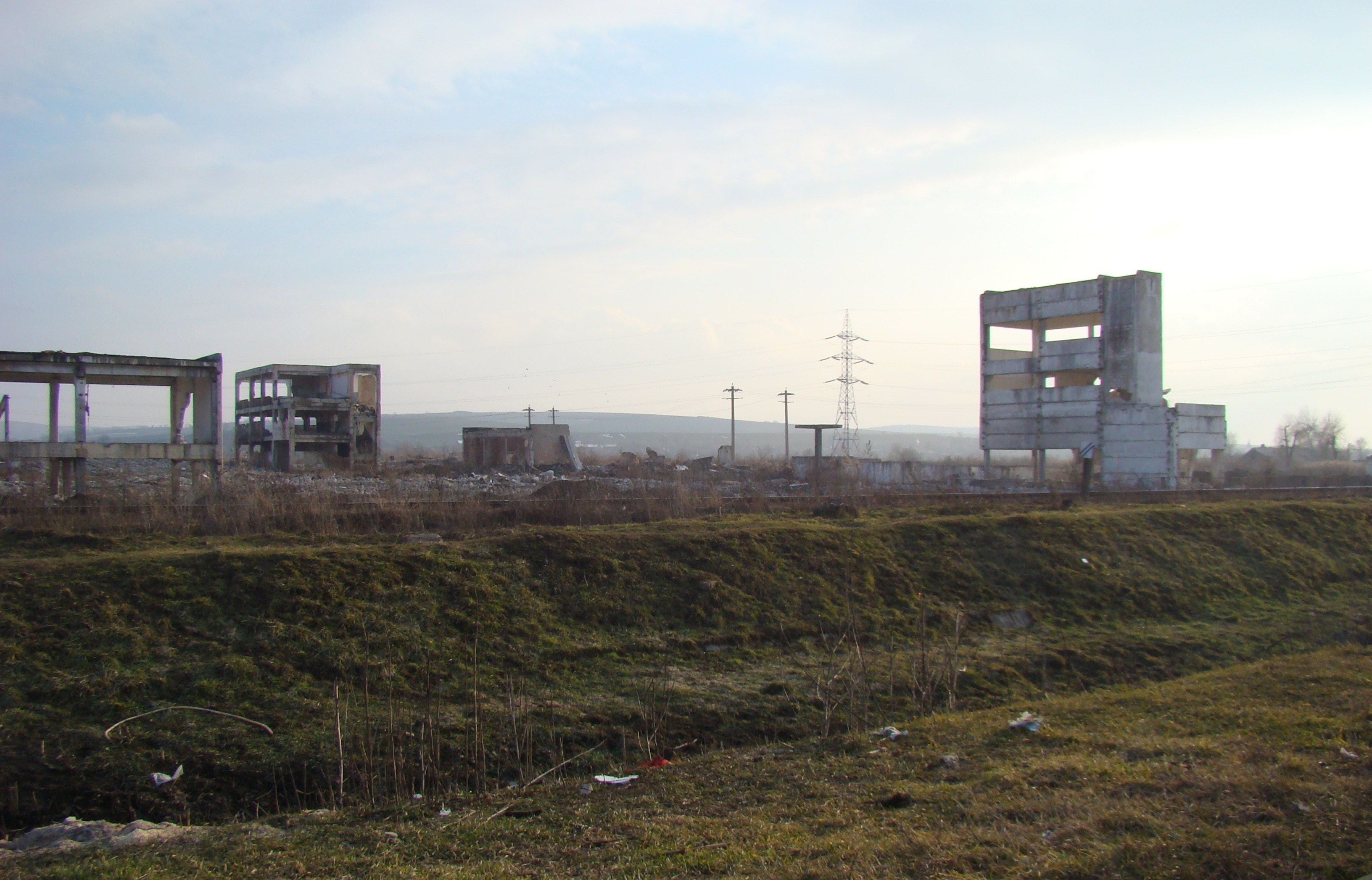
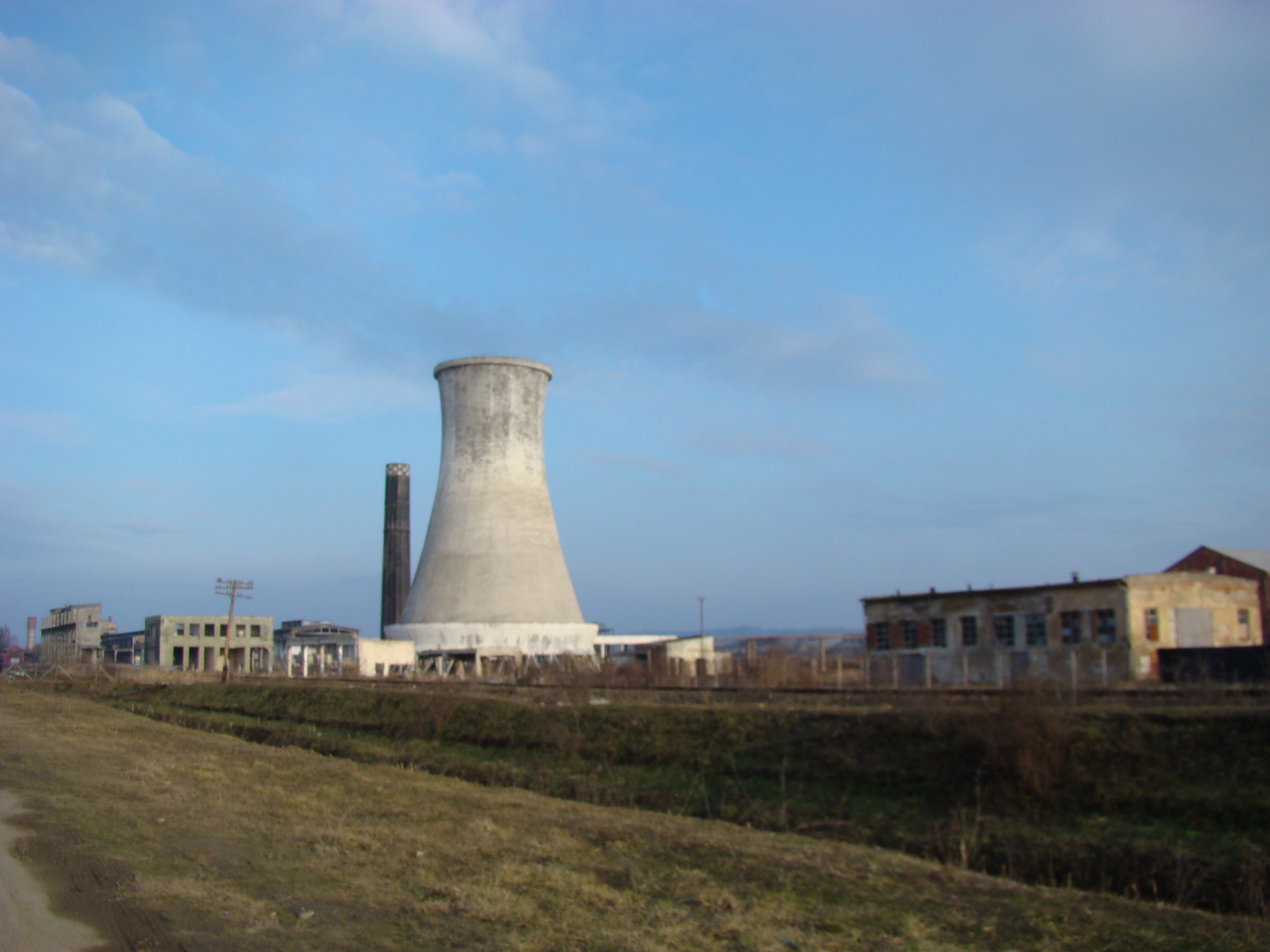